# Plan de gestion des données
Pour les articles homonymes, voir PGD et DMP.
Un plan de gestion des données, plan de gestion des données de recherche, data management plan ou PGD est un document évolutif qui aide le(s) chercheur(s) ou le chargé de projet de la recherche à définir un plan pour gérer les données utilisées et générées dans le cadre de son activité ou de son projet de recherche.
Initié au début du projet, ce plan est mis à jour de manière périodique pour s'assurer de son adéquation avec le déroulement de l'activité ou du projet.

## Description
Plus spécifiquement, le plan de gestion aborde les éléments suivants :
- la description des données collectées et/ou créées ;
- les standards, formats et méthodologies appliqués sur le paquet de données ;
- les questions d'ordre éthiques, de propriété intellectuelle et de restrictions (les éventuelles périodes d'embargo) ;
- les prévisions pour le partage et l'ouverture des données ;
- et la stratégie de la préservation à long terme (archivage).

Cette description se compose des éléments régissant le cycle de vie des données de la recherche à savoir : la création, le traitement, l'analyse, la conservation, l'accès et la réutilisation des données.
Le plan de gestion des données est une réflexion en amont qui permet de donner une ligne directrice à la donnée lors de sa création mais également à garantir sa bonne exploitation dans le futur par des politiques d'archivages et des conditions de réutilisation prédéfinies.

### Bénéfices
L'élaboration d'un plan de gestion garantit une prise en considération dès le début des données dans un souci de partage et de collaboration. En établissant les ressources nécessaires à la gestion des données de la recherche, le chercheur parvient à mieux gérer son temps et les frais liés au projet. En décrivant les données dans leur contexte de manière structurée et détaillée, il gagne du temps en évitant de devoir retourner sur cette question en fin de projet, en particulier au moment de ses activités de communication scientifique. Ces informations descriptives sont essentielles lorsque d'autres chercheurs souhaiteront ré-utiliser le jeu de données mis à disposition dans un entrepôt.

### Outils
Il existe des outils d'aide à la rédaction d'un plan de gestion de données qui accompagne la communauté scientifique. En France, l'outil DMP OPIDoR (OPIDoR est l'acronyme pour Optimisation du Partage et de l’Interopérabilité des Données de la Recherche) est développé par l'Institut de l'information scientifique et technique du CNRS. Il se base sur l'outil similaire émanant du Digital Curation Center; le DMPonline.

### Liens connexes
- FAIR data
- Gestion des données
- Recherche scientifique